# Panissières
Ne doit pas être confondu avec Pannecière.

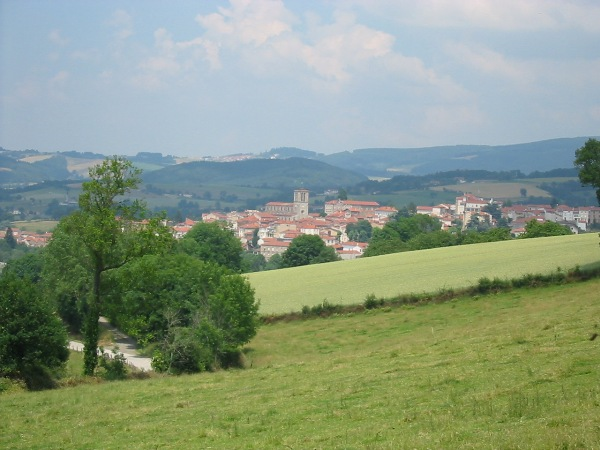
paysage de Panissières

Panissières est une commune française située dans le département de la Loire en région Auvergne-Rhône-Alpes.

## Géographie

### Localisation
La commune est située à environ 14 kilomètres au nord-est de Feurs. Saint-Étienne, la préfecture, est distante de 60 km.
Panissières fait partie des Montagnes du Matin, originairement faisant partie des monts du Lyonnais.
La commune fait partie de la Communauté de communes de Forez-Est.
| Montchal   | Violay              | Villechenève (Rhône)          |
| Cottance   | Panissières         |                               |
| Salvizinet | Essertines-en-Donzy | Chambost-Longessaigne (Rhône) |

### Voies de communication et transports

#### Desserte routière
La commune est traversée par quatre routes départementales.

#### Transports ferroviaires
La gare la plus proche de la commune est celle de Feurs située à 14 km.

#### Transports en commun
La commune est desservie par la ligne L34 du réseau Cars Région Loire qui assure la liaison entre Panissières et Feurs.

### Géologie et relief
La commune est classée en zone de sismicité 2, correspondant à une sismicité faible.
Le relief de Panissières est de type vallonné ressemblant bien à celui des monts du Lyonnais.

### Hydrographie
Le système hydrographique de la commune se compose de :
- La Loise[5], longue de 24,8 km, affluent de la Loire, et ses affluents et sous-affluents : 
  - Le Vernailles, 2,9 km[6].
  - La Charpassonne (rd), 16,4 km[7].
  - Le Moulin Piquet (rg), 5,9 km[8].
  - Le Fontbonne (rg), 4,9 km.
  - Le Panissières (rg), 3,2 km[9].
  - Les Charmettes (rg), 3,8 km[10].
  - un cours d'eau non nommé (rd), 0,9 km, affluent  du ruisseau de la Valette (rg), 1,5 km[11].

### Climat
Pour des articles plus généraux, voir Climat d'Auvergne-Rhône-Alpes et Climat de la Loire.
En 2010, le climat de la commune est de type climat des marges montargnardes, selon une étude du Centre national de la recherche scientifique s'appuyant sur une série de données couvrant la période 1971-2000. En 2020, Météo-France publie une typologie des climats de la France métropolitaine dans laquelle la commune est exposée à un climat de montagne ou de marges de montagne et est dans la région climatique Nord-est du Massif Central, caractérisée par une pluviométrie annuelle de 800 à 1 200 mm, bien répartie dans l’année.
Pour la période 1971-2000, la température annuelle moyenne est de 10 °C, avec une amplitude thermique annuelle de 16,4 °C. Le cumul annuel moyen de précipitations est de 862 mm, avec 10 jours de précipitations en janvier et 7,4 jours en juillet. Pour la période 1991-2020, la température moyenne annuelle observée sur la station météorologique de Météo-France la plus proche, « Feurs », sur la commune de Feurs à 11 km à vol d'oiseau, est de 12,1 °C et le cumul annuel moyen de précipitations est de 650,3 mm,. Pour l'avenir, les paramètres climatiques de la commune estimés pour 2050 selon différents scénarios d'émission de gaz à effet de serre sont consultables sur un site dédié publié par Météo-France en novembre 2022.

## Urbanisme

### Typologie
Au 1er janvier 2024, Panissières est catégorisée bourg rural, selon la nouvelle grille communale de densité à sept niveaux définie par l'Insee en 2022.
Elle appartient à l'unité urbaine de Panissières, une unité urbaine monocommunale constituant une ville isolée,. La commune est en outre hors attraction des villes,.

### Occupation des sols
L'occupation des sols de la commune, telle qu'elle ressort de la base de données européenne d’occupation biophysique des sols Corine Land Cover (CLC), est marquée par l'importance des territoires agricoles (75,3 % en 2018), une proportion sensiblement équivalente à celle de 1990 (76,1 %). La répartition détaillée en 2018 est la suivante : 
prairies (48 %), zones agricoles hétérogènes (25,8 %), forêts (19 %), zones urbanisées (5,6 %), terres arables (1,5 %). L'évolution de l’occupation des sols de la commune et de ses infrastructures peut être observée sur les différentes représentations cartographiques du territoire : la carte de Cassini (XVIIIe siècle), la carte d'état-major (1820-1866) et les cartes ou photos aériennes de l'IGN pour la période actuelle (1950 à aujourd'hui).

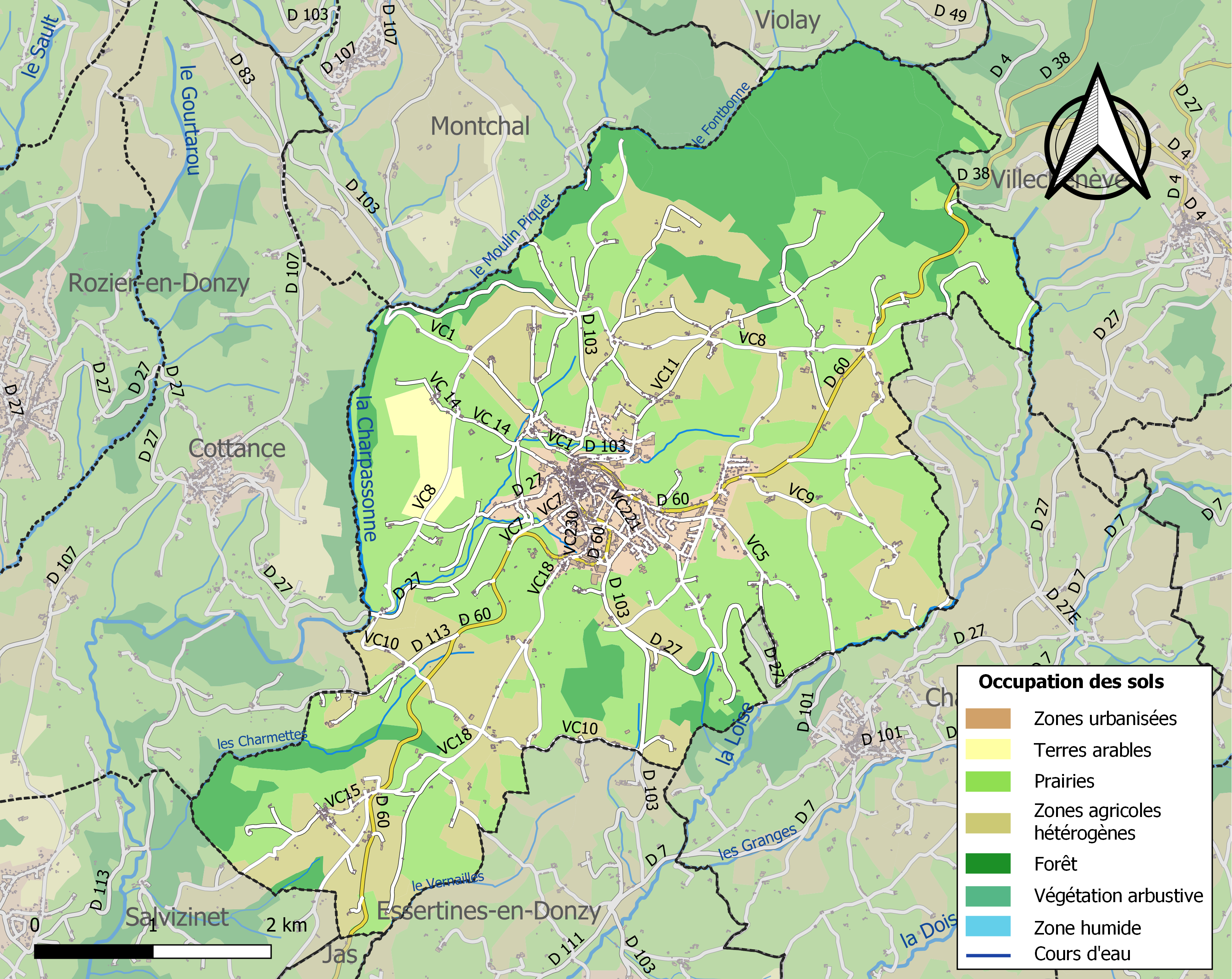
Carte des infrastructures et de l'occupation des sols de la commune en 2018 (CLC).

### Logement
En 2017, le nombre total de logements dans la commune était de 1 678.
Parmi ces logements, 80,7 % étaient des résidences principales, 6,9 % des résidences secondaires et 12,3 % des logements vacants.
La part des ménages propriétaires de leur résidence principale s’élevait à 70,8 %.

## Toponymie
- Panissières tire son nom de la culture du panic, qui est une variété du millet[25].

## Histoire

### Le Monorail, aventure humaine

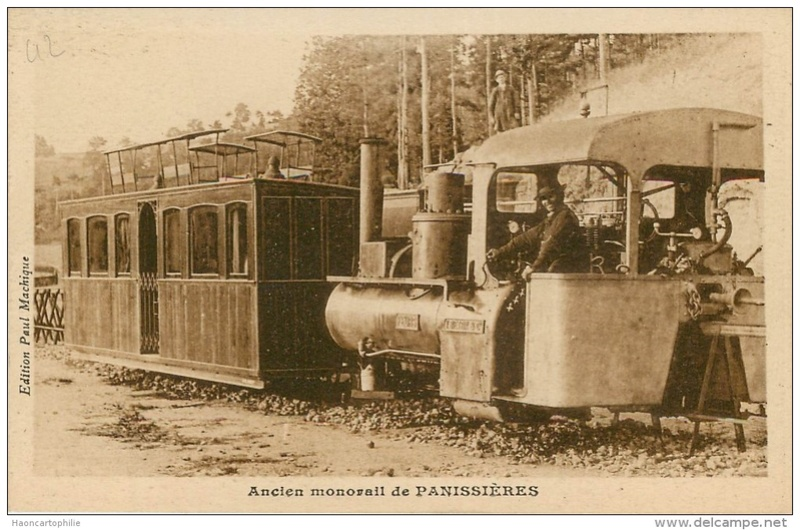
L'Ancien monorail de Feurs à Panissières

Entre 1870 et 1880, Panissières qui comptait 5 000 habitants réclamait une liaison avec Feurs. Un projet de Charles Lartigue fut adopté : Le Monorail.
Ce moyen de transport à rail unique vit d'abord le jour entre Listowel et Ballybunion en Irlande. Il pouvait contenir une centaine de passagers, logés dans huit voitures et mettait 35 minutes pour parcourir 16 kilomètres dans un bruit épouvantable. Cette ligne fut exploitée durant 35 ans et fermée le 14 octobre 1924.
À Panissières, le projet prit une tout autre tournure : la ligne du monorail de Panissières à Feurs, construite d'une façon plus légère que sa cousine d'Irlande n'a pas résisté aux reliefs sinueux de la région. La légende locale veut que le voyage inaugural se soit soldé par l'effondrement de la voie et le retour à pied des personnalités ! C'est une légende car, n'ayant jamais eu l'autorisation de mise en service, il n'y a pas eu d'inauguration. Il y a eu des essais de réception entre les années 1893 et 1899. La plupart du matériel a été vendu et démonté en 1902. Une réplique de la locomotive est conservée à Panissières.
Le sentier du Monorail est aujourd'hui un sentier de randonnée qui sillonne la campagne entre Panissieres et Salt-en-Donzy dans la plaine du Forez. Chaque lundi de Pâques, la marche du Monorail, réunit plus d'un millier de marcheurs, avec différents parcours, du plus familial au plus sportif.

## Politique et administration

### Liste des maires
| Période                                  | Période   | Identité          | Étiquette | Qualité                |
| ---------------------------------------- | --------- | ----------------- | --------- | ---------------------- |
| Les données manquantes sont à compléter. |           |                   |           |                        |
| mai 1945                                 | 1980      | Louis Martin      |           | ...                    |
| 1980                                     | mars 1983 | Robert Bonhomme   |           |                        |
| mars 1983                                | mars 2001 | Françoise Veillon | SE        | ...                    |
| mars 2001                                | mars 2014 | Serge Mayoud      | SE        | ...                    |
| mars 2014                                | En cours  | Christian Mollard |           | Conseiller pédagogique |

## Démographie
L'évolution du nombre d'habitants est connue à travers les recensements de la population effectués dans la commune depuis 1793. Pour les communes de moins de 10 000 habitants, une enquête de recensement portant sur toute la population est réalisée tous les cinq ans, les populations de référence des années intermédiaires étant quant à elles estimées par interpolation ou extrapolation. Pour la commune, le premier recensement exhaustif entrant dans le cadre du nouveau dispositif a été réalisé en 2004.

En 2022, la commune comptait 2 882 habitants, en évolution de −2,24 % par rapport à 2016 (Loire : +1,32 %, France hors Mayotte : +2,11 %).
| 1793  | 1800  | 1806  | 1821  | 1831  | 1836  | 1841  | 1846  | 1851  |
| ----- | ----- | ----- | ----- | ----- | ----- | ----- | ----- | ----- |
| 3 000 | 3 360 | 3 383 | 4 022 | 3 548 | 3 730 | 3 753 | 4 039 | 4 047 |

| 1856  | 1861  | 1866  | 1872  | 1876  | 1881  | 1886  | 1891  | 1896  |
| ----- | ----- | ----- | ----- | ----- | ----- | ----- | ----- | ----- |
| 4 153 | 4 242 | 4 464 | 4 636 | 5 017 | 5 042 | 5 044 | 4 869 | 4 714 |

| 1901  | 1906  | 1911  | 1921  | 1926  | 1931  | 1936  | 1946  | 1954  |
| ----- | ----- | ----- | ----- | ----- | ----- | ----- | ----- | ----- |
| 4 488 | 4 394 | 4 228 | 3 631 | 3 632 | 3 564 | 3 408 | 3 126 | 3 281 |

| 1962  | 1968  | 1975  | 1982  | 1990  | 1999  | 2004  | 2006  | 2009  |
| ----- | ----- | ----- | ----- | ----- | ----- | ----- | ----- | ----- |
| 3 412 | 3 276 | 3 046 | 2 903 | 2 867 | 2 860 | 2 850 | 2 797 | 2 960 |

| 2014  | 2019  | 2022  | - | - | - | - | - | - |
| ----- | ----- | ----- | - | - | - | - | - | - |
| 2 935 | 2 892 | 2 882 | - | - | - | - | - | - |

### Jumelages
- Bibbiano (Italie) depuis 1987[32] ;
- Listowel (Irlande) depuis 1992[32],[33].

## Industrie
Panissières, cité industrielle du début du siècle, était spécialisée dans la fabrication de tissus et de gaze à bluter. L'une des entreprises les plus connues est La Fabrique Lyonnaise, devenue Union des Gazes à bluter. La présence de l'industrie du textile dans la commune date du XIX est de longue date, aussi, il est normal qu'elle se voit décerner le titre de capitale de la cravate.
Toujours active aujourd'hui, les entreprises Dutel et Granjard tissent toujours localement : habillement pour la 1ere, ameublement pour le 2nde.
Autre activité industrielle connue internationalement : les caravanes Notin, très appréciées des forains, étaient fabriquées dans cette ville et aujourd'hui encore, la maison Notin fabrique des camping-cars de grand luxe.
Autre entreprise locale connue bien au-delà de Panissieres : Lapanissiere, devenue Euromag, spécialisée dans les camions magasins, notamment pour les artisans présents sur les marchés.

## Économie

### Revenus de la population et fiscalité
Le nombre de ménages fiscaux en 2013 était de 1 298 représentant 2 870 personnes et la  médiane du revenu disponible par unité de consommation  de 19 337 €.

### Emploi
En 2014, le nombre total d’emploi dans la zone était de 1 234, occupant 1 149 actifs résidants (salariés et non-salariés) .
Le taux d’activité de la population âgée de 15 à 64 ans s'élevait à  76,4% contre un taux de chômage de 9,1%.

### Entreprises et commerces
En 2015, le nombre d’établissements actifs était de deux cent quatre vingt dix-neuf dont trente dans l’agriculture-sylviculture-pêche, trente-quatre  dans l'industrie, trente-quatre dans la construction, cent soixante-six dans le commerce-transports-services divers et trente-cinq étaient relatifs au secteur administratif.
Cette même année, dix-huit  entreprises ont été créées dont treize par des auto-entrepreneur·ses.

## Culture locale et patrimoine

### Lieux et monuments
- Église de la Nativité-de-Saint-Jean-Baptiste
- Chapelle Saint-Loup
- Musée de la cravate et du textile des Collines du Matin[35]
- Réplique de la locomotive du monorail, exposée place de la Liberté[36]

### Personnalités liées à la commune
- Jean-Marie Bonnassieux (1810-1892), sculpteur français né à Panissières, dont la plus connue des statues est la Vierge colossale Notre-Dame de France érigée au Puy-en-Velay, sur le rocher de Corneille.
- Jean-Baptiste Cony (1828-1873), sculpteur né à Panissières.
- Jean Berthelier (1828-1888), acteur et chanteur lyrique né à Panissières.
- Jean-Benoît Chouzy (1837-1899), évêque, missionnaire en Chine, né à Panissières.
- Étienne Fougère (1871-1944), industriel, un leader patronal et un homme politique, né à Panissières.
- Bernard Lugan (né en 1946), historien, installé à Panissières[37].

### Héraldique
|  | Les armoiries de Panissières se blasonnent ainsi : Tranché ; au premier d’argent au lion de sable, au second de gueules au dauphin contourné cousu de sable posé en bande ; à la navette de tisserand de sable brochant sur la partition ; le tout sommé d’un chef crénelé de quatre merlons de gueules, ajouré de trois créneaux de sable. |